# التهاب وعائي تزرقي
اعتلال الأوعية الدموية هوَ مرض جلدي مزمن يظهر في الغالب في النساء الشابات إلى متوسطات العمر. لفظة اختصار مستخدمة لوصف معالمه هو "قرح فرفرية مؤلمة مع نمط شبكي للأطراف السفلية".

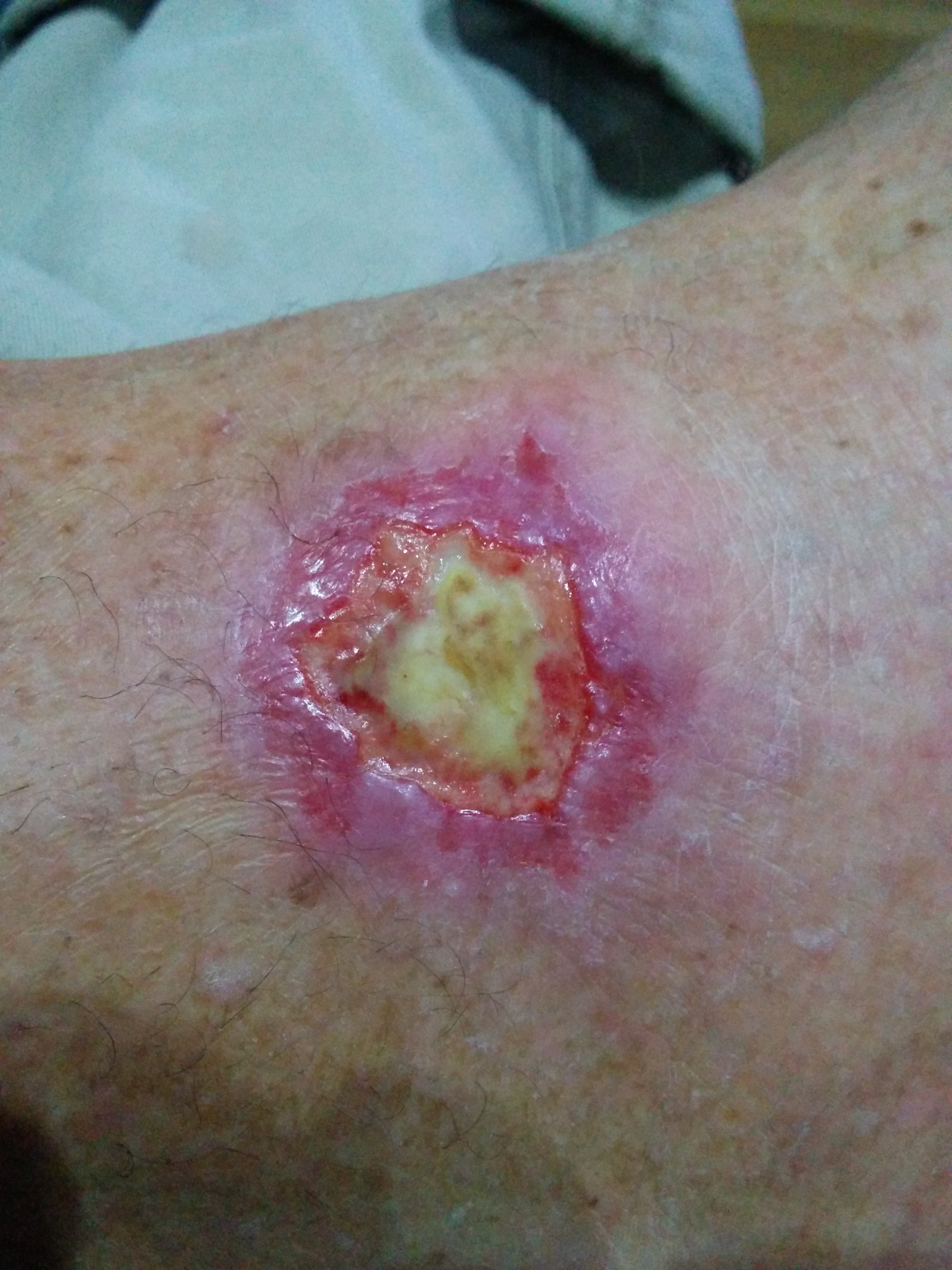
قرحة ليفيدويد الوعائي غير ناضجة من المريض مع الدورة الدموية الجيدة.

يمكن تقسيمه إلى شكل أولي (أو مجهول السبب) وشكل ثانوي، والذي ارتبط بعدد من الأمراض، بما في ذلك ارتفاع ضغط الدم الوريدي المزمن والدوالي الوريدية.:343

## روابط خارجية
* جمعية طب الجلد في نيوزيلندا vascular/livedoid-vasculitis